# Temnora hayesi
Temnora hayesi är en fjärilsart som beskrevs av Philippe Darge 1975. Temnora hayesi ingår i släktet Temnora och familjen svärmare. Inga underarter finns listade i Catalogue of Life.